# О-Чіз 203
О-Чіз 203 (англ. O'Chiese 203) — індіанська резервація в Канаді, у провінції Альберта, у межах муніципального району Клірвотер.

## Населення
За даними перепису 2016 року, індіанська резервація нараховувала 789 осіб, показавши зростання на 5,1%, порівняно з 2011-м роком. Середня густина населення становила 5,6 осіб/км².
З офіційних мов обидвома одночасно володіли 5 жителів, тільки англійською — 780, а 5 — жодною з них. Усього 240 осіб вважали рідною мовою не одну з офіційних, з них усі — одну з корінних мов.
Працездатне населення становило 53,1% усього населення, рівень безробіття — 21,2%.
Середній дохід на особу становив $24 167 (медіана $19 552), при цьому для чоловіків — $22 823, а для жінок $25 510 (медіани — $17 216 та $20 992 відповідно).
27,3% мешканців мали закінчену шкільну освіту, не мали закінченої шкільної освіти — 52,5%, 20,2% мали післяшкільну освіту, з яких 15% мали диплом бакалавра, або вищий.
| Статево-вікова структура населення | Статево-вікова структура населення | Статево-вікова структура населення | Статево-вікова структура населення | Статево-вікова структура населення |
| ---------------------------------- | ---------------------------------- | ---------------------------------- | ---------------------------------- | ---------------------------------- |
|                                    |                                    |                                    |                                    |                                    |
| Всього                             | Всього                             | 50,0%                              |                                    |                                    |
| 0 — 14 років                       | 0 — 14 років                       |                                    | 38%                                | 38%                                |
| 15 — 64 років                      | 15 — 64 років                      |                                    | 57,6%                              | 57,6%                              |
| 65 і більше                        | 65 і більше                        |                                    | 4,4%                               | 4,4%                               |
| 85 і більше                        | 85 і більше                        |                                    | 0,6%                               | 0,6%                               |
| Середній вік (років)               | Середній вік (років)               | 25,825,3                           | 25,5                               | 25,5                               |
| Медіана (років)                    | Медіана (років)                    | 22,021,4                           | 21,8                               | 21,8                               |
| — чоловіки — жінки                 |                                    |                                    |                                    |                                    |

| Походження мешканців:     | Походження мешканців:     | Походження мешканців: | Походження мешканців: | Походження мешканців: |
| ------------------------- | ------------------------- | --------------------- | --------------------- | --------------------- |
| Походження                |                           |                       | осіб                  | %                     |
| Корінні американці        | Корінні американці        |                       | 775                   | 98.73%                |
| Інше північноамериканське | Інше північноамериканське |                       | 0                     | 0%                    |
| Європейське               | Європейське               |                       | 30                    | 3.82%                 |
| британське                | британське                |                       | 20                    | 2.55%                 |
| французьке                | французьке                |                       | 10                    | 1.27%                 |

## Клімат
Середня річна температура становить 2,6°C, середня максимальна – 20,5°C, а середня мінімальна – -17,9°C. Середня річна кількість опадів – 608 мм.
| Клімат поселення                              | Клімат поселення | Клімат поселення | Клімат поселення | Клімат поселення | Клімат поселення | Клімат поселення | Клімат поселення | Клімат поселення | Клімат поселення | Клімат поселення | Клімат поселення | Клімат поселення | Клімат поселення |
| Показник                                      | Січ.             | Лют.             | Бер.             | Квіт.            | Трав.            | Черв.            | Лип.             | Серп.            | Вер.             | Жовт.            | Лист.            | Груд.            |                  |
| Середній максимум, °C                         | −4,64            | −0,99            | 3,31             | 9,51             | 15,21            | 19,04            | 20,50            | 20,31            | 15,44            | 10,58            | 1,78             | −3,51            |                  |
| Середня температура, °C                       | −11,24           | −7,58            | −3,29            | 2,92             | 8,61             | 12,44            | 14,62            | 14,42            | 9,56             | 4,70             | −4,1             | −9,4             |                  |
| Середній мінімум, °C                          | −17,86           | −14,18           | −9,9             | −3,69            | 2,00             | 5,84             | 8,72             | 8,52             | 3,66             | −1,18            | −9,99            | −15,28           |                  |
| Норма опадів, мм                              | 25               | 19               | 24               | 29               | 67               | 104              | 121              | 83               | 66               | 28               | 23               | 19               |                  |
| Середньомісячна швидкість вітру, м/с          | 2.78             | 2.90             | 3.00             | 3.06             | 3.00             | 2.80             | 2.60             | 2.50             | 2.60             | 2.86             | 2.80             | 2.71             |                  |
| Середньомісячна сонячна радіація, кДж/м²·день | 3642             | 7119             | 12237            | 17013            | 20277            | 21734            | 22183            | 18780            | 12833            | 7598             | 3834             | 2770             |                  |
| --------------------------------------------- | ---------------- | ---------------- | ---------------- | ---------------- | ---------------- | ---------------- | ---------------- | ---------------- | ---------------- | ---------------- | ---------------- | ---------------- | ---------------- |
| Джерело:                                      |                  |                  |                  |                  |                  |                  |                  |                  |                  |                  |                  |                  |                  |